# 2025年6月台灣熱帶性低氣壓
2025年6月熱帶性低氣壓（菲律賓大氣地球物理和天文服務管理局：Auring，臺灣中央氣象署：TD02）是2025年太平洋颱風季的一個熱帶低氣壓，並為當年颱風季中第一個直接影響台灣的熱帶氣旋，同時亦是第1個獲菲律賓大氣地球物理和天文服務管理局給予當地名稱的熱帶氣旋。該系統在6月11日於呂宋島東北方海域形成，之後其向西北移動並稍為增強而後登陸台灣，此系統在存續期間為東台灣及南台灣帶來影響並造成1人死亡，且有部分車輛與建築受損。

## 氣象歷史
本段強度分級以世界氣象組織分級敘述。依臺灣中央氣象署的標準，「颱風」即強度被評級為輕度颱風以上的熱帶氣旋。
2025年蝴蝶颱風在南海形成後，其殘餘低氣壓在呂宋島東北方海域轉化為熱帶擾動，美國海軍研究實驗室給予其擾動編號94W。菲律賓大氣地球物理和天文服務管理局在同日上午對該系統在1日內形成熱帶氣旋的機會評為「低」。日本氣象廳在同日下午將其升格為熱帶性低氣壓並發布一般警告。菲律賓大氣地球物理和天文服務管理局亦同時將上述機會評級升為「中」。交通部中央氣象署預報員黃恩鴻於同日下午接受媒體採訪表示，此系統發展條件不好，成為颱風的機率極低，但路徑卻會不斷往西北朝台灣靠近，太平洋高壓增強也讓它往西的份量增多。台灣整合防災工程技術顧問公司總監賈新興表示此系統雖然氣流部分不會太明顯，但從走向來看「應該會跑來台灣」。
交通部中央氣象署在11日晚上8時對此系統發布熱帶性低氣壓特報，台灣颱風論壇指出此系統的路徑有機會登陸，也有可能僅是擦邊而過，而因為其中心很靠近陸地且時間有限，導致進一步增強的空間不大。菲律賓大氣地球物理和天文服務管理局在同日清晨2時將此系統形成熱帶氣旋的機會評為「高」。賈新興於12日接受媒體採訪指出當日花蓮、台東交界的降雨即為此系統與陸地的交互作用所致。菲律賓大氣地球物理和天文服務管理局最終在12日晚上8時將其升格為熱帶性低氣壓並給予當地名稱「Auring」。此系統隨後於晚上9時在臺東縣長濱鄉登陸。交通部中央氣象署在13日2時指出此系統已移入至臺灣海峽北部並以時速30公里向北北西移動；菲律賓大氣地球物理和天文服務管理局則同時將其降格為低壓區並對其發布最後監測報告。
前空軍氣象聯隊聯隊長林得恩表示此系統自登陸後，受到山脈地形破壞影響，強度快速減弱，實質在陸地上消散，成為繼去年9月山陀兒颱風後，殘餘環流留在台灣的案例。國立中央大學大氣科學系兼任副教授吳德榮亦表示蝴蝶颱風的環流，此系統通過台灣後的殘餘環流在13日仍持續加大南臺灣的雨勢。天氣風險管理開發公司分析師吳聖宇則指此系統在登陸後很快消散，轉由台灣海峽的低壓環流中心取代並逐漸北上至浙江一帶沿岸。此系統中心轉移後，南風、西南風開始出現，南臺灣的降雨在13日開始增多，交通部中央氣象署則表示受此系統影響及西南風增強，台灣西南部為迎風面，嘉義以南及台東雨勢最為明顯，尤其台南、高雄及屏東地區容易出現劇烈降雨。
直至13日晚上8時，日本氣象廳才自天氣圖移除此系統認定其消散。交通部中央氣象署在事後的媒體聯訪中表示此系統登陸台東後，結構被山脈地形影響破壞，進而減弱為低壓區。

## 防災及影響

### 臺灣
- 當地評定巔峰強度分級：（CWA）
- 當地評定最大持續風速：15每秒（29節；54每小時）（十分鐘）
- 當地評定中心最低氣壓：1,000百帕斯卡（29.53英寸汞柱）
- 當地發布之警特報：熱帶性低氣壓特報

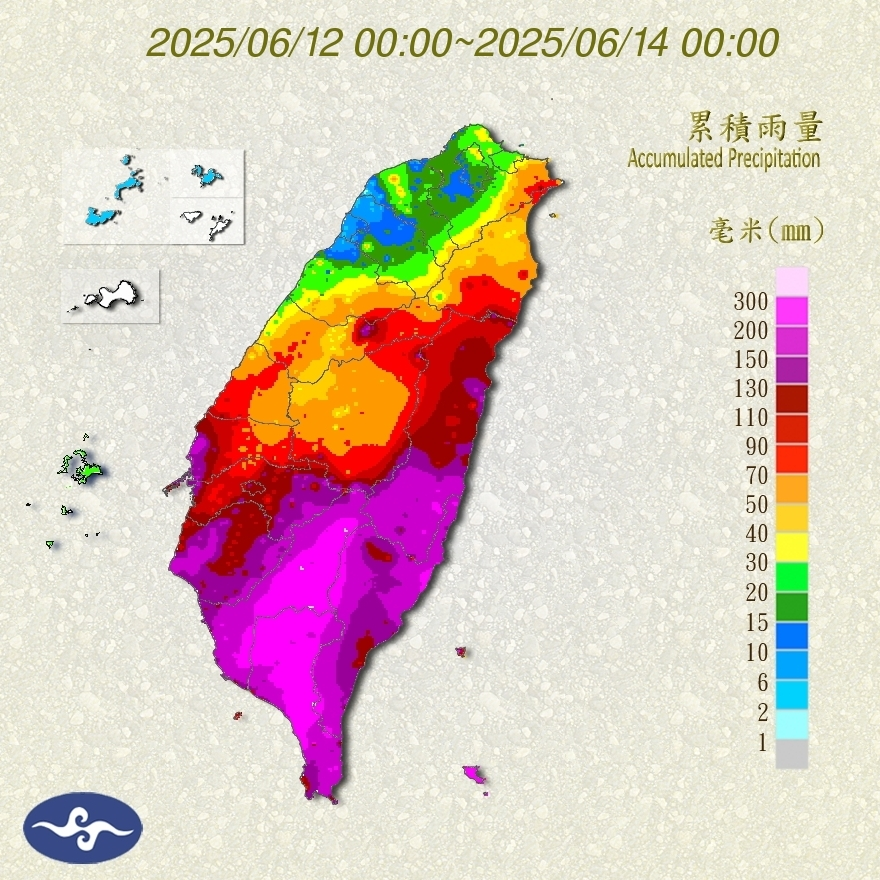
熱帶性低氣壓於2025年6月12日至13日通過台灣鄰近海域之累積雨量

交通部中央氣象署技正林秉煜於12日下午受媒體聯訪指出，此系統的靠近時間適逢天文大潮，台灣的低窪地區需要慎防淹水。高雄市長陳其邁則於同日下午3時宣布高雄市政府開設三級災害應變中心；台南市政府則在當晚8時成立開設三級災害應變中心。東北角暨宜蘭海岸國家風景區亦宣布龜山島12日至13日皆封島。交通部航港局亦於12日表示台東往返綠島、蘭嶼的航班受此系統環流影響導致海象不佳而決定停航。往返馬祖列島及基隆港的「新臺馬輪」自6月12日至16日停航、南竿機場及北竿機場在12至13日期間各有2班次停航，經連江縣旅行商業同業公會與馬祖防衛指揮部統計，滯留馬祖合計約300人，連江縣政府交通旅遊局基於立榮航空的疏運不足，向中華民國國防部申請四架軍機協助疏運，國防部最終核定3架次軍機協助當地疏運。
東台灣受到此系統影響持續降雨，造成花蓮的崙天大橋便道淹沒，明里大橋便道、長良大橋便道與高寮大橋便道實施預警性封閉，中橫公路亦受影響而土石坍方、部分便道預警性封閉，台東縣金峰鄉則有柏油路面破碎積水；蘭嶼紅頭溪發生溪水暴漲且海床也出現明顯變色情況。此系統對台東各個鄉鎮造成間歇性暴雨，造成部分農地淹水，因台灣的釋迦進入生長期，而釋迦田受到此系統影響而都泡在水中很可能導致果皮裂開、果實腐爛，難以收成；部分地區早插秧的一期稻作，也出現零星倒伏，農業部臺東區農業改良場則呼籲農民趁雨停時趕快收割，以避免稻穀發芽影響收成。截至12日晚上9時，花蓮、台東交界的監測站都測得超過200毫米的當日累積雨量，而屏東縣東港鎮往返小琉球的東琉線，其民營船隊在13日午後停航，公營船隊則取消周五、周六及周日的末班船班。台東縣南部沿海鄉鎮居民在雨後發現都蘭山矗立在雲海之上的景象，台東氣象站主任冉立群表示，此景的「海上仙山」構成原因係地面能見度不佳所致，是雨後水氣充沛，受太陽照射後，水氣凝結上升所形成。
截至13日上午10時，自6月12日0時開始的累積雨量分別在屏東大漢山測得245.5毫米、台東蘭嶼測得235.5毫米、高雄大寮測得233毫米、花蓮高寮231毫米、台南安南測得151.5毫米，經濟部水利署南區水資源分署則在上午8時36分表示受惠於此系統和西南季風挾帶的水氣，南化水庫滿庫自然溢洪；截至13日晚上7時，南化水庫集水區的18小時累積降雨逾146毫米，已高於2024年康芮颱風在該區的降雨量。高雄市政府在13日上午指出，此系統造成該市山區雨勢過大且有落石崩落及河川便道沖毀等風險，宣布桃源區復興里、拉芙蘭里、梅山里、寶山里及桃源國民中學當日停止上班上課；茂林區則於上午10時後停止上班上課。交通部中央氣象署隨後針對高雄市及屏東縣發布細胞簡訊示警劇烈雷雨或降雨發生。蘭嶼五孔洞及環島公路受持續性降雨發生淹水，高雄市仁武區八卦公園停車場對面的水溝則因排水不良造成是次降雨產生的積水淹入民宅，而澄觀路、澄仁路口路面嚴重積水，最深處約半顆輪胎高。高雄市那瑪夏區在上午10時宣布該區於中午12時後停止上班上課，該區區長孔賢傑則指當前山區道路尚能維持暢通，未撤離土石流潛勢區居民；桃源區及六龜區截至13日中午12時撤離總計83人。
受到持續降雨影響，國道1號北向196.7公里處彰化路段於上午10時32分，發生5輛自小客車追撞事故，其中1輛自小客車翻覆，僅駕駛人57歲施姓男子受擦傷，其餘無人受傷；西濱快速公路王功路段則在13日下午發生惡意逼車後因天雨路滑而自撞的案例，肇事的程姓女駕駛及車上載有的一名男子皆未受傷，警方認定駕駛違反《道路交通管理處罰條例》第43條。彰化縣多處低窪地區因連夜降雨導致出現積水，而大村鄉山腳路因排水不及致部分路段淹水；又因雨天路面濕滑，而有貨車的油桶未綑綁牢固，於路面掉落導致大面積油漬，造成3部機車接連在台南仁德的一處路口摔倒，騎士皆受傷未送醫。逢甲大學在當日下午5時3分發生路樹倒塌導致4人受傷，其中1人傷重不治，校方對此發布聲明表示深感痛心與遺憾，並稱已全面啟動檢視校園內喬木並進行安全清查作業，強化校園環境安全管理。
屏東縣萬丹鄉萬丹路二段一處廣告看板垮下重壓2台車，高雄市大樹區九曲里九曲路5巷涵洞積水亦超過180公分，台南市中西區南寧街73號前亦有一株大樹連根傾倒導致停車格上的轎車的擋風玻璃被壓毀。南橫公路勤和至復興路段河床便道在13日中午因此系統引入西南風導致荖濃溪的河水暴漲而被沖毀。嘉義縣台3線310.35公里處邊坡受到強烈雨勢的影響，在13日上午發生坍方，而屏東縣春日鄉、來義鄉部分道路亦因落石道路中斷、獅子鄉南世村聯外道路則實施預警性封閉。農業部林業及自然保育署屏東分署指出北大武山步道遭落石砸損棧橋且不少處已成為水流沖洩的水道；內政部國家公園署玉山國家公園管理處則表示玉山國家公園東部園區瓦拉米步道受此系統暴雨影響，步道沿線出現坍方與溪水暴漲，山澗甚至還成了瀑布，因而緊急排除路況，但並未封閉。
在6月12日至14日清晨期間，各地降雨現象顯著，統計2日累積總降雨量，屏東春日363毫米居冠，高雄茂林的318毫米居次，多地降雨均達豪雨等級。有高雄的民眾在降雨期間出門時發現路邊有2隻活的土虱在馬路邊，而屏東東港中正路有一處排水溝抽水不及而積淹水，有民眾發現水漫出水溝時帶出許多不明的白色塊狀物，誤以為是珊瑚礁碎片，不慎踩到後發現該物油油黏黏易摔倒，經過東港鎮公所初步勘查，推測為上游有不肖人士於大潮末期趁隙偷將油污倒入水溝所致。

#### 中國大陸
福建省氣象台稱13日白天至夜間受强对流天气影響，多處雷雨时局地伴有短时强降水，同時發布暴雨警報；隨後，福建省水文水资源勘测中心在上午7时21分发布洪水蓝色预警，指受赛江上游持续降雨及水库调节泄洪影响，赛江福安段洪水位将接近或达到警戒水位。短时强降雨造成福州多处积水，而福建市相關排水部门亦啟動及时处置已排除積水，使部分路段恢复通行。
受到此系統影響，水氣沿太平洋高壓邊緣向北輸送，浙江和上海在13日出現較為明顯的雨勢，截至13日上午10時，自6月13日3時開始的最大降水出现在金山山阳镇为52.9毫米。浙江省气象局及浙江省水利厅在當日上午7时35分針對文成县、莲都区、青田县、景宁畲族自治县联合发布山洪灾害预警，浙江自6月12日至13日的近24小時降雨量，雨勢较大的分別為温州市測得80.2毫米，台州市測得68.6毫米，丽水市測得65.4毫米。上海市气象局服务首席邬锐接受记者採訪指大部分地区在13日早晨湿度比较大，出现了500米左右的大雾，並在上午开始消散，而早晨降雨比较明显，大部分地区出现了小到中雨，南部地区还有中到大雨。其中，在13日上午的大霧狀態下，以奉賢區最為嚴重，其最低能见度不足200米。

#### 菲律賓
此系統在生成到移動至台灣外海期間，對菲律賓的巴丹群島省、卡加延省造成強降雨。

## 事後分析
中央氣象署氣象預報中心副主任黃椿喜在Facebook上就此系統的人工智慧颱風預報進行事後檢驗，指歐洲中期天氣預報中心的人工智慧模式及微軟研究院Aurora AI基礎模型相較於包含美國全球預報系統與歐洲複合式預報系統在內的傳統數值天氣預報顯然具有更高的穩定性與更早期的預報能力。

## 災後究責
高雄市長陳其邁在此系統及蝴蝶颱風環流影響台灣前，曾視察仁武、楠梓、梓官地區水利設施防汛整備運作情形及側溝清疏進度，高雄市環保局指除了現有各區主、次要道路之側溝清疏工作，並於颱風來臨前加強排水孔及洩水孔周邊環境之垃圾及落葉清掃作業，以加速強降雨影響排水系統之排水速率。而在是次降雨期間，高雄市大樹區實踐街20年來首次出現大片積水，高雄市議員陳美雅也發現鼓山三路近吳鳳路口水溝長出210公分小樹，高雄市環保局對此表示，積水的主因是大雨將上游邊坡雜草沖刷至大排水溝，逕流至道路側溝內而造成側溝阻塞，高雄市清潔隊在13日便有派員至該路段清出雜草600公斤。
此系統為高雄帶來降雨期間，高雄市大樹區和山里51公頃山坡地有大量土石泥流往山下宣洩，距離人口集中的聚落僅剩100公尺，高雄市議員黃飛鳳與吳利成先後在高雄市議會質詢，不滿高雄市政府未盡監督責任。高雄市政府對此回應指大樹區和山太陽光電發電設施超出中華民國內政部核給開發計畫範圍及水土保持等違失已勒令停工，並促中央主管機關經濟部能源署要求業者拆除清理不可開發區的太陽光電設施。中國國民黨黨籍立委柯志恩亦到場會勘，指廠商雖喊「冤枉」但裁罰紀錄都是事實，並裁定高雄市政府水利局給予廠商兩個星期的時間進行水土保持的改善，而經濟部能源署則稱開發區域內有4.73公頃、三塊土地不在中央核定的核准範圍內，亦有針對廠商過度開發進行開罰。高雄市長陳其邁在17日的市政會議前明確表態，強調因違反水土保持規定情節嚴重，高雄市政府已勒令停工，並將要求經濟部能源署撤銷營運許可，終止整體計畫，且責成副市長林欽榮成立專案小組徹查。

## 熱帶氣旋警告使用紀錄
| 交通部中央氣象署 天氣特報 | 交通部中央氣象署 天氣特報 | 交通部中央氣象署 天氣特報 |
| ------------------------- | ------------------------- | ------------------------- |
| 上一熱帶氣旋              | 熱帶性低氣壓特報          | 下一熱帶氣旋              |
| 中度颱風天兔              | 熱帶性低氣壓特報          |                           |